# Ожул
Ожул (фр. Aujols) насеље је и општина у јужној Француској у региону Миди Пирене, у департману Лот која припада префектури Каор.
По подацима из 2011. године у општини је живело 319 становника, а густина насељености је износила 19,42 становника/km². Општина се простире на површини од 16,43 km². Налази се на средњој надморској висини од 200 метара (максималној 270 m, а минималној 131 m).

## Демографија
| 1962. | 1968. | 1975. | 1982. | 1990. | 1999. | 2011. |
| ----- | ----- | ----- | ----- | ----- | ----- | ----- |
| 141   | 166   | 148   | 192   | 197   | 243   | 319   |

График промене броја становника у току последњих година